# حنعريب (المخادر)

تعديل مصدري - تعديل

حنعريب هي إحدى قرى عزلة ذاري عثمان بمديرية المخادر التابعة لمحافظة إب، بلغ تعداد سكانها 550 نسمة حسب تعداد اليمن لعام 2004.